# Modryń-Kolonia
Modryń-Kolonia ([ˈmɔdrɨɲ kɔˈlɔɲa]) è un villaggio polacco nella gmina Mircze nella regione del Voivodato di Lublino nella Polonia orientale, al confine con l'Ucraina.
Si trova a circa 4 chilometri a nord-ovest di Mircze (sede della gmina), 17 chilometri a sud di Hrubieszów (sede del powiat) e 112 chilometri a sud-est di Lublino (capitale del voivodato).
Nel 2007 il villaggio contava circa 400 abitanti.

## Storia
Dal 1975 al 1998, il villaggio è stato amministrato dal Voivodato di Zamość.  Dal 1999 fa parte del nuovo Voivodato di Lublino.